# Snebold
En snebold er en bold af sne, oftest lavet ved at presse sne sammen med hændene til en knytnævestor bold. Man kan bruge snebolde til at lave snemænd, snelygter og lignende, og til at holde sneboldkamp.
En snebold kan også være en større bold af sne som er blevet lavet ved at rulle en lille snebold henover et snedækket sted. Den lille snebold vokser ved at den klæber sig til mere sne mens den ruller over sneen. Begrebet sneboldeffekt kommer fra det.
Hvor hård snebolden bliver afhænger sneen den er lavet af og hvor hårdt sneen er pakket sammen.

## Sneboldkrig i historien
Sneboldkamp er kendt som en leg siden middelalderen.
5. marts 1770 ledte sneboldkrigen mod det britiske soldater og følgende hændelser til Bostonmassakren, som igen blev en af gnisterne som satte i gang Den amerikanske revolution.